# Facultad de Comunicación y Documentación (Universidad de Murcia)
La Facultad de Comunicación y Documentación de la Universidad de Murcia se funda en el curso 2002/2003  por la transformación de la Facultad de Ciencias de la Documentación, antes Escuela Universitaria de Biblioteconomía y Documentación desde el año 1989). Dentro de su ámbito universitario es el centro responsable de la docencia e investigación en las áreas de conocimiento de Biblioteconomía y Documentación, Comunicación Audiovisual, Periodismo y Publicidad y Relaciones Públicas. Se encuentra ubicado en el centro del Campus de Espinardo, al norte de la ciudad de Murcia.

## Un poco de historia.
La Universidad de Murcia apostó por la puesta en marcha de los estudios de Diplomado/a en Biblioteconomía y Documentación a finales del curso 1988/1989. Unos meses después comenzaron a impartirse estos estudios que estaban adscritos a la Facultad de Letras. Al poco de egresar la primera promoción de diplomados (entre los que se encontraba una importante cantidad de profesionales del campo de las bibliotecas y archivos que quisieron formarse en esta disciplina complementando así sus estudios superiores) es cuando se crean la Escuela Universitaria de Biblioteconomía y Documentación y el Departamento de Información y Documentación. Este proceso tiene lugar durante el inicio del curso 1991/1992 representa el inicio de esta facultad, separada ya de su centro matriz. 
Durante varios años la diplomatura en Biblioteconomía y Documentación constituye la única oferta académica de este escuela universitaria, centro que además ocupó varias sedes en el Campus de Espinardo de forma itinerante hasta que llegó el curso 1999/2000 y se trasladó a su actual ubicación en el centro de este campus universitario. Los estudios de doctorado de esta disciplina se ubicaron en la Facultad de Letras (centro que volvió a acoger esta oferta formativa porque una escuela universitaria no podía ofrecerlos). En el curso anteriormente citado comienzan a impartirse los estudios de Licenciado/a en Documentación lo que implicó la creación de la Facultad de Ciencias de la Documentación y el traslado de los estudios de doctorado a nuestro centro (programa "Técnicas y Métodos Actuales en Información y Documentación").
Unos pocos años más tarde, plenamente conscientes de la alta demanda por parte de la sociedad murciana de la necesidad de poder cursar estudios superiores en el campo de la Comunicación se solicitó a la Universidad de Murcia la implantación de los mismos en este centro por la afinidad existentes entre estas nuevas enseñanzas y las que ya se venían impartiendo. El Consejo de Gobierno así lo entendió y en el curso 2002/2003 se pusieron en marcha las licenciaturas de segundo ciclo en Periodismo y en Publicidad y Relaciones Públicas, propiciando un nuevo cambio en la denominación de la facultad, adoptando la actual de Facultad de Comunicación y Documentación, en aquel momento no pudieron ponerse en marcha los estudios en Comunicación Audiovisual ni el primer ciclo común a todas estas licenciaturas, algo que se convirtió en un anhelo con el paso del tiempo y que se materializó con el EEES y la puesta en marcha de los nuevos títulos de grado en el curso 2010/11.

## Estudios
En la actualidad esta facultad ofrece las siguientes titulaciones:
Grados.
- Grado en Comunicación Audiovisual (ha renovado su acreditación ANECA el 6 de abril de 2016).[4]
- Grado en Estudios de Comunicación y Medios / Bachelor in Communication and Media Studies (Bilingüe)
- Grado en Gestión de Información y Contenidos Digitales.
- Grado en Periodismo.
- Grado en Publicidad y Relaciones Públicas.
- Programa Conjunto de Enseñanzas Oficiales en Periodismo e Información y documentación.

Másteres.
- Máster en Comunicación Móvil y Contenidos Digitales (a partir de octubre de 2014).

Doctorado.
- Doctorado en Gestión de Información y de la Comunicación en las Organizaciones  (desde octubre de 2013).

Además del programa vigente antes citado, en la actualidad se siguen presentando tesis doctorales del programas "Gestión de Información (RD 2007), dentro de unos plazos de presentación establecidos para cada estudiantes en función del año de inicio de sus estudios.
El 17 de septiembre de 2010 comenzaron sus estudios las primeras promociones de los títulos de grado correspondientes al EEES y también comenzaron las clases del máster en Gestión de Información en las Organizaciones. El curso académico 2012-13 fue la primera vez que esta facultad superó la cifra de 1000 estudiantes (actualmente ronda los 1300). El 18 de junio de 2014 se celebró el primer acto de graduación de las promociones de graduados y graduadas y el padrino fue el Dr. José Vicente Rodríguez Muñoz (decano de la facultad cuando se iniciaron estos estudios). .
En octubre de 2014 comenzó a impartirse el máster Interuniversitario en Comunicación Móvil y Contenidos Digitales (se colabora con la Universidad Politécnica de Cartagena).Un curso más tarde comenzó a impartise el máster en Análisis de Tendencias Sociales, de Consumo y Estrategias de Comunicación comenzó en octubre del año 2015. Con esta reciente oferta formativa se pretende satisfacer la formación de posgrado de los nuevos egresados, especialmente los de las carreras de Comunicación.

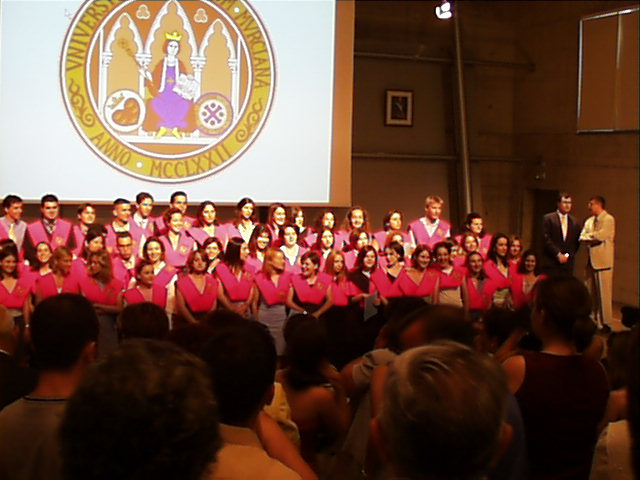
Acto Institucional Graduación de la Diplomatura en Biblioteconomía y Documentación

## Eventos

### Celebraciones del Día del Libro

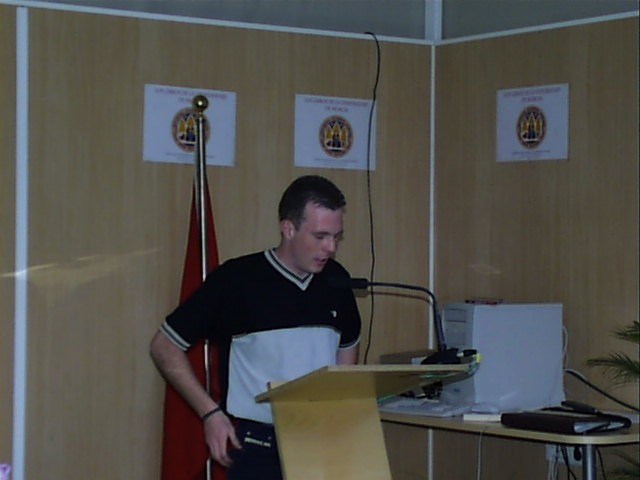
Diadelibro2003

Durante algunos cursos la facultad ha celebrado lecturas públicas de textos de autores murcianos en la Plaza de Santo Domingo de la ciudad de Murcia y también en el propio Campus de la Merced de la Universidad de Murcia. Posteriormente este evento se transformó en el "Marathon Literario" que se celebra dentro de las Fiestas de la Facultad dentro del edificio.
Dentro de estas celebraciones acogen a destacados periodistas y escritores tales como Dulce Chacón y José Luis Castillo-Puche -quien escribió un cuento específicamente para esta celebración, "Poncho y yo"-, Fernando Delgado y Arturo Pérez-Reverte quien entre alatristes y reinas del sur impartió una charla en un acto organizado por los alumnos de la facultad en el año 2003.

### Conferencias

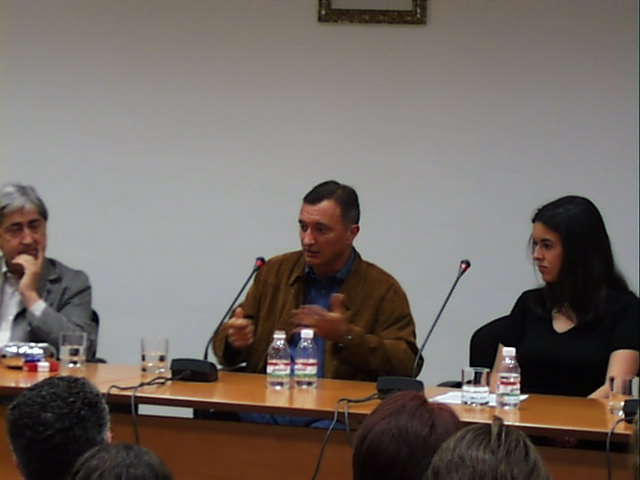
Charla de Pérez Reverte

Otra de las actividades realizadas en la Facultad ha sido la organización de diversas conferencias sobre los temas de estudio de la misma: la Información y la Comunicación. Esto ha permitido que los estudiantes hayan podido asistir a charlas con periodistas tales como Pity Alarcón, Diego Carcedo, Fermín Bocos, Almudena Ariza, etc. También ha tenido lugar la proyección de la miniserie de televisión Martes de Carnaval - una trilogía sobre Valle Inclán - dirigida por José Luis García Sánchez y con la presencia en su reparto de Juan Luis Galiardo, Juan Diego y Pilar Bardem. También se han organizado conferencias de carácter social y político como fueron la visita de José Luis Bastos de Médicos Sin Fronteras, del Foro Ciudadano de la Región de Murcia y la conferencia (encuadrada dentro del máster de Periodismo y Comunicación Audiovisual) del político español Santiago Carrillo.
En el año 2011 la facultad volvió a ser el escenario de nuevas conferencias, como la realizada por Arsenio Escolar, director del diario gratuito 20 minutos en diciembre del pasado año. El día 27 de febrero se llevará a cabo la conferencia Desafíos del periodismo contemporáneo llevada a cabo por Javier Martín, enviado de la Agencia EFE en Oriente Medio.

### Investidura Tom Wilson como "Doctor Honoris Causa"

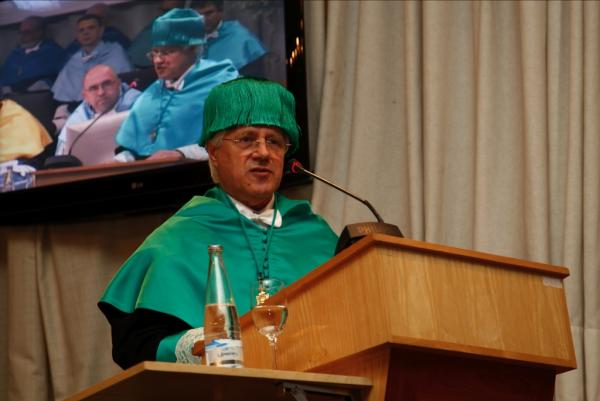
Tom wilson honoris causa

En junio de 2010, el Claustro de la Universidad de Murcia concedió a propuesta de la Facultad de Comunicación y Documentación el Doctorado Honoris Causa al profesor emérito de la Universidad de Sheffield, Tom Wilson, auspiciador de los estudios de Gestión de Información y de Comportamiento Informacional. El acto de investidura oficial tuvo lugar el 30 de septiembre de 2010 en el Paraninfo de la Universidad de Murcia y tras la Laudatio del padrino, Dr. José Vicente Rodríguez Muñoz, el profesor Wilson dictó su lección magistral (o discurso de aceptación).

### Jornadas de estudios de Comunicación. 10.º aniversario

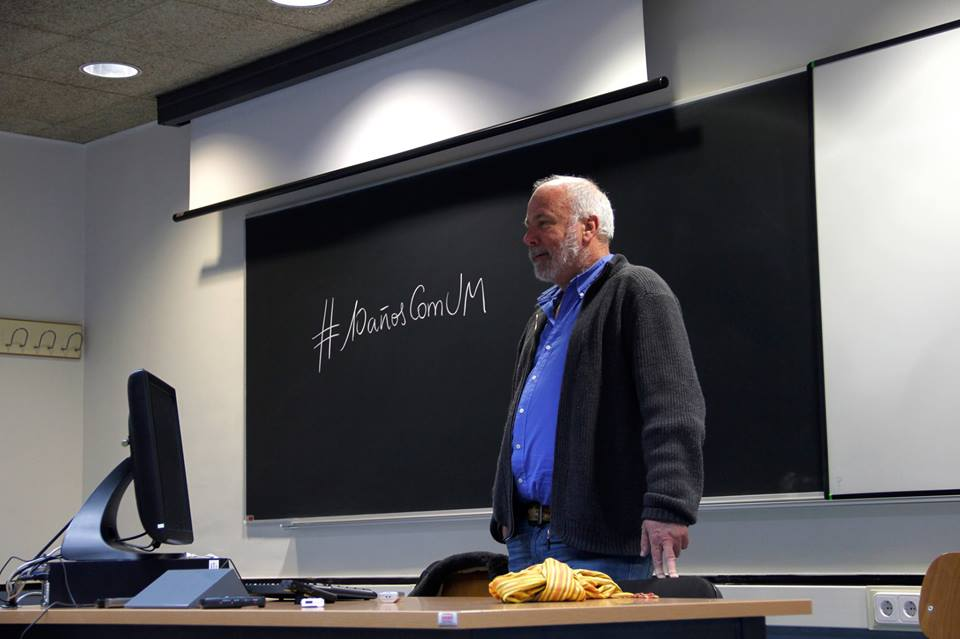
Ramón Lobo durante su charla con motivo del 10º aniversario de los estudios de Periodismo en la Universidad de Murcia.

El 6 de febrero de 2013 se celebraron las jornadas del décimo aniversario de la facultad y de los estudios de comunicación. Se celebraron dentro de la misma Facultad de Comunicación y Documentación, mediante la colocación de insignias a los profesores de la primera promoción y también mediante la realización de clases magistrales/charlas para los estudiantes impartidas por los periodistas Diego Carcedo y Ramón Lobo.

### Plaza periodista Pedro Jara Carrillo

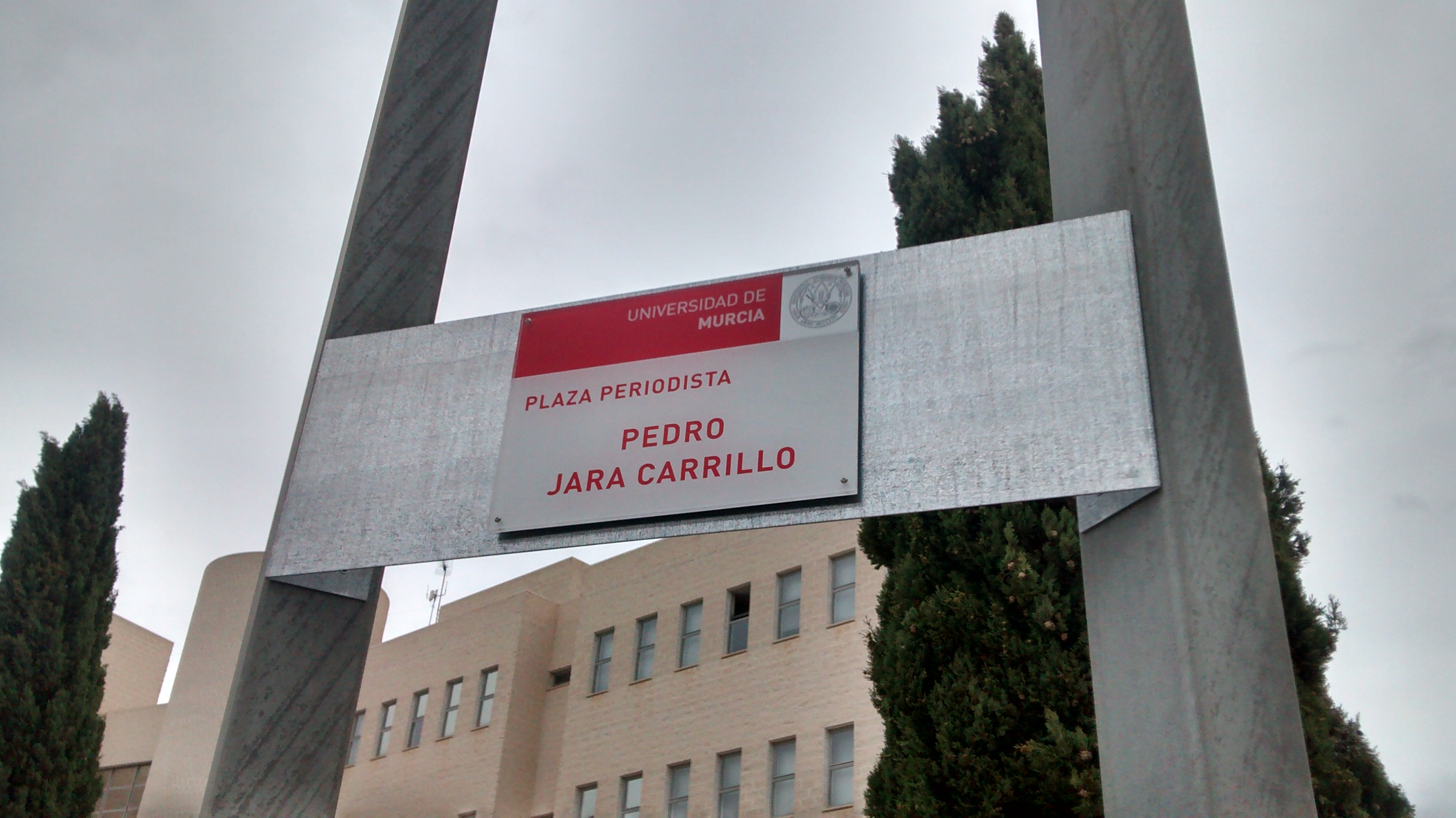
Plaza dedicad en el Campus de Espinardo de la Universidad de Murcia, frente a la Facultad donde se estudia periodismo

La Universidad de Murcia, a propuesta de la Facultad de Comunicación y Documentación, decidió asignar el nombre del insigne periodista y poeta murciano, Pedro Jara Carrillo, al espacio de entrada a la facultad, en reconocimiento a su decidida labor de apoyo a la fundación de la Universidad de Murcia. Esta campaña de apoyo se inició con la publicación del artículo "Murcia necesita una Universidad" en el periódico El Liberal el 6 de diciembre de 1913.

### Biblioteca General "María Moliner"
La Universidad de Murcia, a propuesta de la Facultad de Comunicación y Documentación, decidió asignar el nombre de María Moliner, insigne lexicógrafa, bibliotecaria y archivera al edificio de la Biblioteca General del Campus de Espinardo. El reconocimiento es doble, por un lado está la gran labor realizada por esta investigadora en la realización de su Diccionario de Uso del Español y por otro, está el hecho de que fue la primera mujer profesora de la Universidad de Murcia en su historia.

### Reunión anual de RUID (Red Universitaria en Información y Documentación)

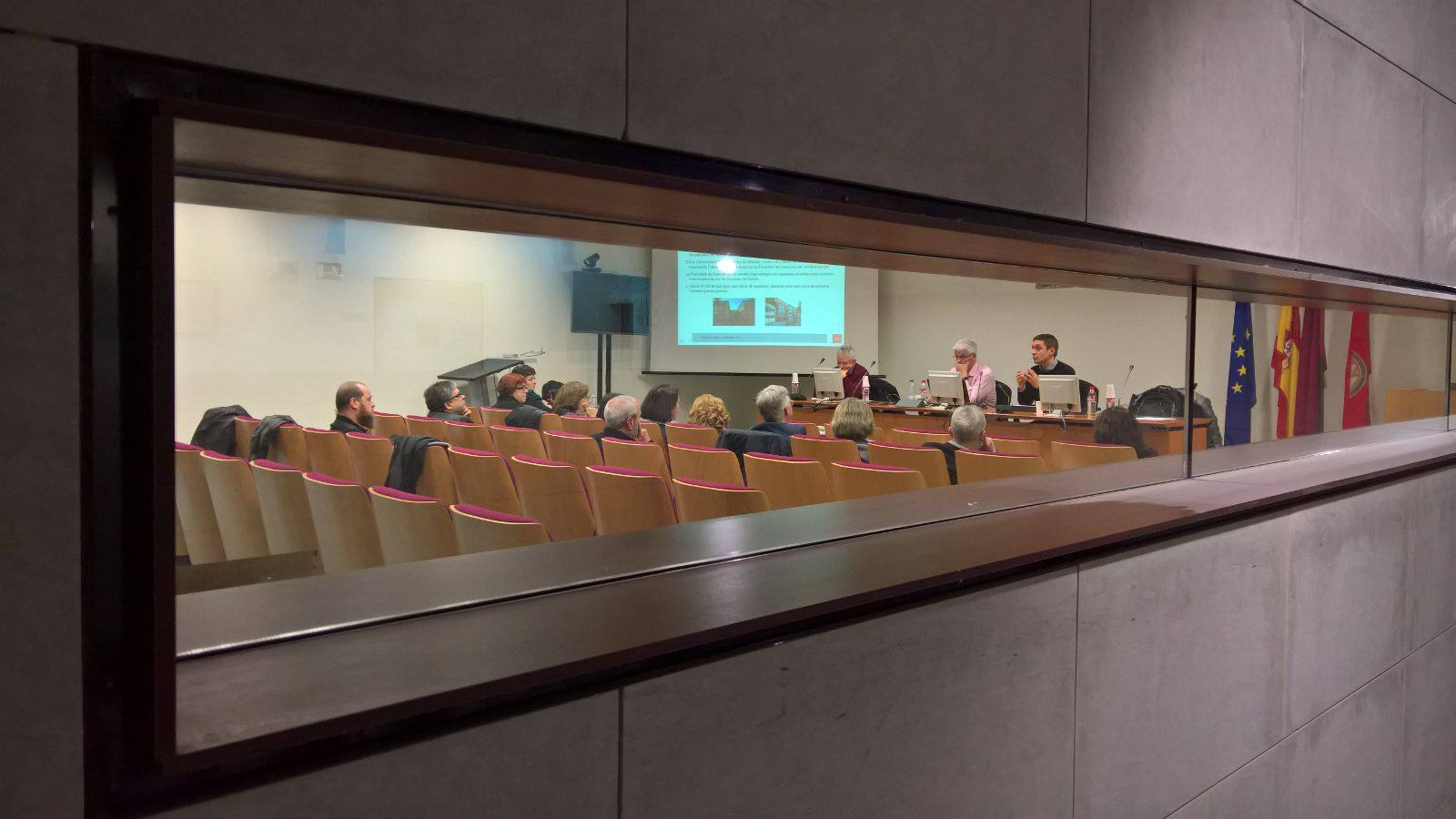
Reunión RUID 2017

Durante los días 2 y 3 de febrero ha tenido lugar en nuestra facultad la reunión anual de RUID (Red Universitaria en Información y Documentación) que agrupa a las facultades y departamentos donde se imparten estudios de esta disciplina. Esta red, coordinada actualmente por el decano de nuestra facultad, nació hace varios años con motivo de la elaboración del Libro Blanco de ANECA para la puesta en marcha de este título de grado. En esta reunión se ha estudiado la evolución de la matrícula a nivel nacional en los grados y másteres en Información y Documentación, también se han realizado interesantes reflexiones sobre los nuevos criterios de acreditación nacional por parte de ANECA y el aumento de la exigencia para obtener sexenios de investigación en la última convocatoria publicada por CNEAI (Comisión Nacional de Evaluación de la Actividad Investigadora); El profesor José Antonio Gómez Hernández (UMU) ha presentado a la red el proceso de confluencia entre las principales federaciones y asociaciones profesionales en nuestro campo que se viene desarrollando a nivel nacional.Los principales acuerdos adoptados han sido poner en marcha un sistema de difusión de información en redes sociales para que se conozca mejor la actividad desarrollada por los centros y departamentos de esta red; hacer público el apoyo y adhesión de la red a la confluencia de las asociaciones profesionales; comunicar a CNEAI para plantear la preocupación de la red por la alta exigencia de los criterios para obtener sexenios y, finalmente, celebrar la próxima reunión el año que viene en la Universidad de Salamanca dentro de los actos de su octavo centenario..

## Revistas científicas
En esta facultad se editan dos revistas científicas: Anales de Documentación y Cuadernos de Gestión de Información. Ambas publicaciones forman parte de la oferta de revistas científicas y académicas de la Universidad de Murcia, coordinada por EDITUM (el servicio de publicaciones de esta universidad).